# 1482
- Wikisource

| Calendário gregoriano                                                        | 1482 MCDLXXXII                                       |
| Ab urbe condita                                                              | 2235                                                 |
| Calendário arménio                                                           | 931 – 932                                            |
| Calendário bahá'í                                                            | -362 – -361                                          |
| Calendário budista                                                           | 2026                                                 |
| Calendário chinês                                                            | 4178 – 4179 Início a 20 de janeiro (aproximadamente) |
| Calendário copta                                                             | 1198 – 1199                                          |
| Calendário etíope                                                            | 1474 – 1475                                          |
| Calendários hindus - Vikram Samvat - Calendário nacional indiano - Cáli Iuga | 1537 – 1538 1403 – 1404 4582 – 4583                  |
| Calendário Holoceno                                                          | 11482                                                |
| Calendário islâmico                                                          | 887 – 888                                            |
| Calendário judaico                                                           | 5242 – 5243                                          |
| Calendário persa                                                             | 860 – 861                                            |
| Calendário rúnico                                                            | 1732                                                 |
| Calendário solar tailandês                                                   | 2025                                                 |

1482 (MCDLXXXII, na numeração romana) foi um ano comum do século XV do Calendário Juliano, da Era de Cristo, e a sua letra dominical foi F (52 semanas), teve início a uma terça-feira e terminou também a uma terça-feira.
| Ano completo                       |
| ---------------------------------- |
| Ano comum com início à terça-feira |

## Eventos
- 20 de abril — Como ouvidor do donatário, e encontrando-se na ilha Terceira, Afonso do Amaral, recebe mandado para entregar o pelouro da justiça ao ouvidor então enviado, Garcia Álvares, que era escudeiro e morador em Beja.
- 15 de julho — Maomé XII Azuguebi, mais conhecido como Boabdil é proclamado o 22º rei nacéida de Granada, substituindo o seu pai Alboácem Ali (Mulei Haçane ou Mulhacém) após combates nas ruas de Granada. Será o último monarca muçulmano da Península Ibérica, reinando até 1492 com um interregno.
- 18 de agosto — Afonso do Amaral, ouvidor na ilha Terceira, Açores, confirma a doação de terras em sesmaria a João Leonardes.
- 6 de setembro — Duarte Paim recebe terras para proceder à fundação da Praia, ilha Terceira, Açores, e toma medidas de protecção e segurança contra as investidas dos navios de Castela.
- Construção da fortaleza de São Jorge da Mina, a segunda feitoria portuguesa em África.
- Entre 1482 e 1486 Diogo Cão chega ao estuário do rio Zaire (Congo) onde deixa um padrão de pedra, substituindo as habituais cruzes de madeira; sobe o rio durante 150 km, até às cataratas de Lelala.
- Doação das capitanias das ilhas do Pico e do Ilha do Faial, Açores, a Joss van Hurtere.
- Kiev é devastada pelos Tártaros da Crimeia.

## Nascimentos
- 29 de junho — Maria de Aragão e Castela, infanta de Aragão e rainha consorte de Portugal desde 1500 até à sua morte como segunda esposa de Manuel I  (m. 1517).

## Mortes
- 27 de março — Maria, Duquesa da Borgonha, imperatriz do Sacro Império Romano-Germânico, duquesa da Borgonha, Brabante, Gueldres, Limburgo, Baixa-Lorena e Luxemburgo  (n. 1457).
- 13 de julho — Rodrigo Téllez Girón, nobre e militar castelhano e mestre da Ordem de Calatrava desde 1466, morto no cerco de Loja, uma das operações da Guerra de Granada  (n. 1456).
- 10 de agosto — Beato Amadeu da Silva, nascido  João de Menezes da Silva, nobre português e beato católico, fundador dos Franciscanos Amadeístas  (n. 1431).
- 11 de agosto — Maria de Iorque,  princesa de Inglaterra, filha de Eduardo IV  (n. 1467).
- 25 de agosto — Margarida de Anjou, rainha consorte de Henrique VI de Inglaterra  (n. 1429).
- 10 de setembro — Frederico III de Montefeltro, duque de Urbino de 1444 até à sua morte, comandante e estrategista militar, homem das letras e mecenas  (n. 1422).
- 18 de novembro — Gedik Ahmed Paşa, grão-vizir do Império Otomano e comandante naval e do exército durante os reinados dos sultões Maomé II, o Conquistador e Bajazeto II.